# 러시아 제국운동
러시아 제국운동(러시아어: Русское Имперское Движениe)은 2002년 설립된 러시아의 국수주의, 백인 우월주의, 극우 준군사조직이다.

## 같이 보기
- 파시즘
- 유럽의 파시즘
- 나라별 파시즘 운동 목록
- 노르드 저항운동
- 러시아 안에서의 인종차별
- 러시아 국민주의